# Minnie the Moocher
Pour les articles homonymes, voir Minnie (homonymie) et The Mooche.
Clip vidéo
[vidéo] « Blues Brothers - Minnie the Moocher (Cab Calloway) », sur YouTube
Minnie the Moocher (Minnie la clocharde, en anglais) est un célèbre standard de jazz écrit et composé par Irving Mills et par le chanteur-jazzman-showman américain Cab Calloway (1907-1994), qui l'enregistre pour la première fois en single en 1931, chez Brunswick Records à New York (tube le plus célèbre de l'important répertoire de sa carrière, et un des premiers disques de l'histoire du jazz à dépasser le million d'exemplaires vendus dans le monde). La version originale fait partie du Registre national des enregistrements du Congrès des États-Unis, et est inscrite au Grammy Hall of Fame Award en 1999.

## Histoire

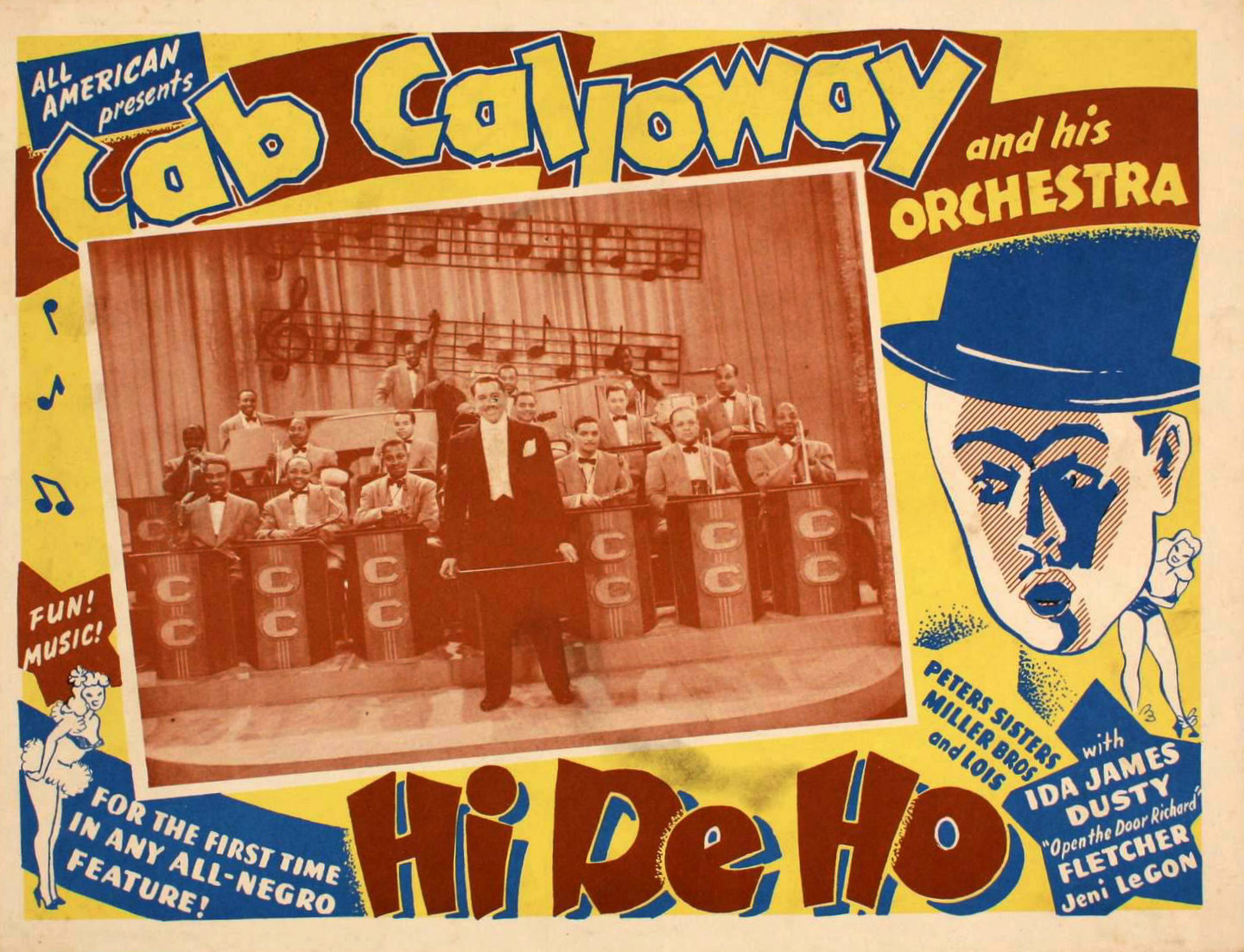
Cab Calloway et son big band jazz, du film Hi-De-Ho de 1947

Alors que Cab Calloway commence sa carrière de jazz avec succès vers 1929 vers l'âge de 22 ans, entre autres au célèbre et emblématique Cotton Club de Harlem à New York, où il rivalise de succès avec le célèbre big band jazz de Duke Ellington, il devient une star nationale du jour au lendemain, puis internationale de l'époque, avec ce tube emblématique de son orchestre, son célèbre jeu de scène chorégraphique humoristique de swing, et ses célèbres tirades de scat « Ha-Dee Ha-Dee Ha Dee-Ha, Hi-dee hi-dee hi-dee hi, Whoa-a-a-a-ah, Hee-dee-hee-dee-hee-dee-hee... » reprises en chœur avec enthousiasme par son public.
À la suite du célèbre standard de jazz The Mooche de Duke Ellington et Irving Mills en 1928, cette chanson est écrite par Cab Calloway et ce dernier, puis enregistrée avec son orchestre big band jazz pour la première fois en 1931. Cab Calloway (surnommé Hi de Ho man) raconte avec cette chanson l'histoire de Minnie la clocharde, prostituée, chaude, rouquine, vulgaire, dure à cuire, chétive, au cœur aussi grand qu'une baleine. Elle fréquente un cocaïnomane appelé Smokey, qui lui montre comment fumer l'opium dans le quartier chinois. Sa consommation lui procure un rêve du roi de Suède lui offrant toutes les choses qu'elle désire, une maison en ville en or et acier, une voiture taillée dans le diamant avec des roues en platine, son hôtel particulier, ses chevaux de course, des festins pour douze, et des millions de dollars en pièces de monnaie, qu'elle compte et recompte à de très nombreuses reprises.

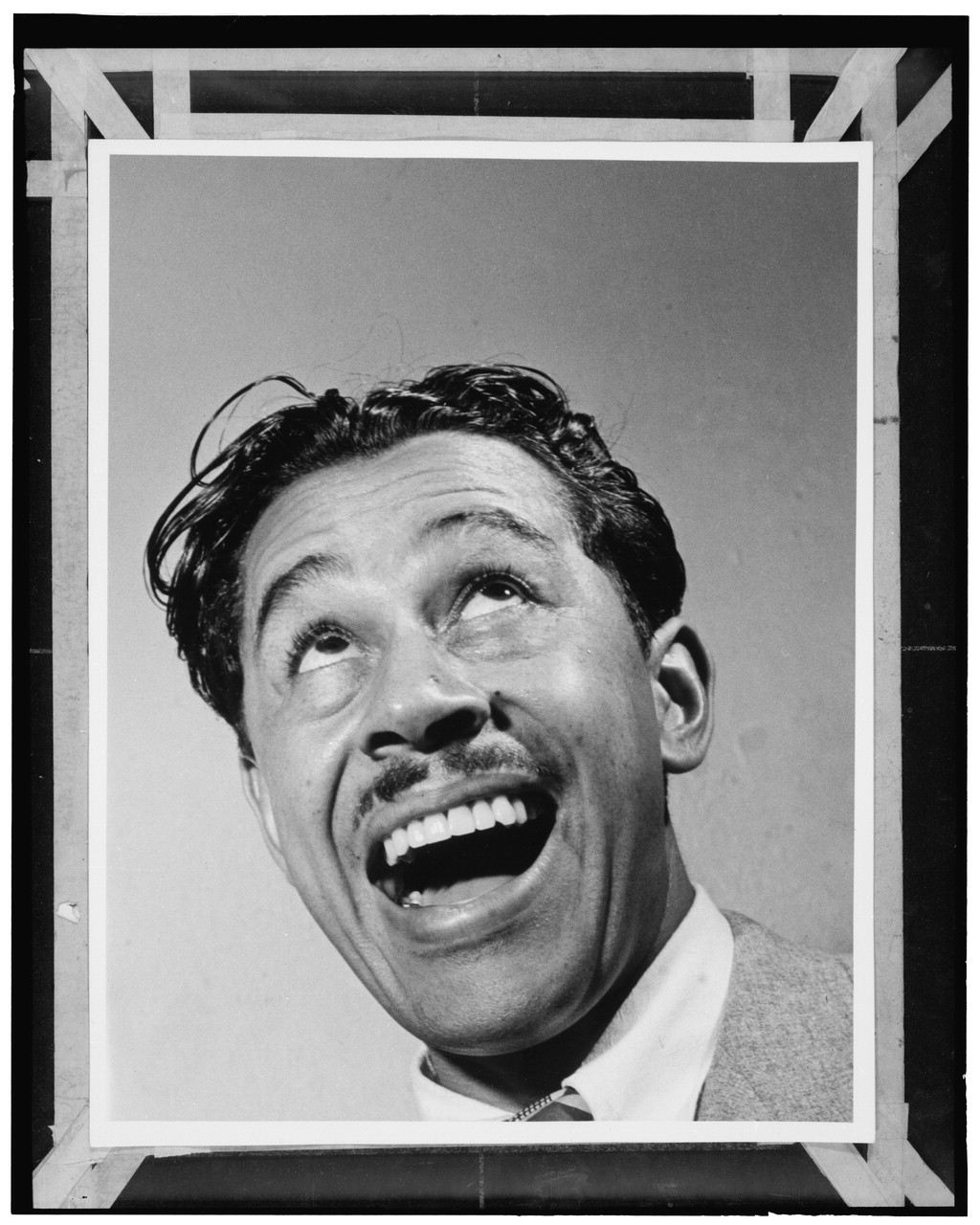
A New York en 1947

Cab Calloway interprète son tube avec un nouveau succès international en 1980, dans le film américain culte Les Blues Brothers, de John Landis, avec le Blues Brothers band (un des titres cultes de la bande son The Blues Brothers: Music from the Soundtrack du film, parmi d'autres tubes emblématiques des The Blues Brothers, James Brown (The Old Landmark), Aretha Franklin, Ray Charles, et John Lee Hooker...).

## Cinéma et comédie musicale
- 1932 : Ombres vers le sud, de Michael Curtiz (chantée par Bette Davis)
- 1932 : Minnie the Moocher, de Max Fleischer (dessin animé de Betty Boop)
- 1979 : Bons baisers d'Athènes, de George Cosmatos, avec Roger Moore, Claudia Cardinale, et Stefanie Powers
- 1980 : Les Blues Brothers, de John Landis (The Blues Brothers: Music from the Soundtrack)
- 1984 : Cotton Club, de Francis Ford Coppola, avec Richard Gere
- 1990 : Allô maman, c'est encore moi, d'Amy Heckerling, avec John Travolta
- 2001 : Moulin Rouge! (comédie musicale), d’après le film Moulin Rouge de 2001 de Baz Luhrmann, avec Nicole Kidman